# نمود تکراری
نمود تکراری یا نمود تکرارشونده (به انگلیسی: Iterative/frequentative aspect) که زیرمجموعه و متعلق به طبقهٔ نمود ناقص به حساب می‌آید رویدادی را نشان می‌دهد که به طور منظم تکرار می‌شود. جمله‌های زیر در زبان فارسی دارای نمود تکراری‌اند:
- هر نکته را چند بار برایش توضیح می‌دادم ولی نمی‌فهمید.
- هِی می‌گفت نمی‌شه